# Calumma hilleniusi
Calumma hilleniusi är en ödleart som beskrevs av  Brygoo BLANC och DOMERGUE 1973. Calumma hilleniusi ingår i släktet Calumma och familjen kameleonter. IUCN kategoriserar arten globalt som starkt hotad. Inga underarter finns listade.